# Koppenschallbach
Koppenschallbach ist ein Gemeindeteil der Stadt Feuchtwangen im Landkreis Ansbach (Mittelfranken, Bayern). Koppenschallbach liegt in der Gemarkung Krapfenau.

## Geografie
Der Weiler liegt etwa einen Kilometer südsüdöstlich des Stadtrands von Feuchtwangen am Hangfuß links der Sulzach und rechts des Schönbachs, der 200 Meter weiter südlich als linker Zufluss in die Sulzach mündet. 0,5 km nördlich liegt das Ulrichholz, 0,5 km östlich erhebt sich der Schönberg. Eine Gemeindeverbindungsstraße zur Walkmühle (1 km nordwestlich) bzw. zur Kreisstraße AN 41 (0,2 km östlich), die an der Hainmühle vorbei nach Krapfenau (2 km südlich) bzw. nach Feuchtwangen zur Staatsstraße 2222 verläuft (1,7 km nördlich).

## Geschichte
Erstmals namentlich erwähnt wurde der Ort 1417 in einer Urkunde des Feuchtwanger Stifts.
Koppenschallbach lag im Fraischbezirk des ansbachischen Oberamtes Feuchtwangen. Im Jahr 1732 bestand der Ort aus zwei Anwesen. Die Grundherrschaft hatte das Stiftsverwalteramt Feuchtwangen. Gegen Ende des Alten Reiches bestand der Ort aus 3 Anwesen. Von 1797 bis 1808 unterstand der Ort dem Justiz- und Kammeramt Feuchtwangen. 
Mit dem Gemeindeedikt (frühes 19. Jahrhundert) wurde Koppenschallbach dem Steuerdistrikt Heilbronn und der Ruralgemeinde Krapfenau zugeordnet. Im Zuge der Gebietsreform in Bayern wurde Koppenschallbach am 1. Juli 1971 nach Feuchtwangen eingemeindet.

### Baudenkmal
- mittelalterliches Sandsteinkreuz an der Wegabzweigung der Straße Feuchtwangen-Krapfenau[10]

### Einwohnerentwicklung
| Jahr      | 001818 | 001840 | 001861 | 001871 | 001885 | 001900 | 001925 | 001950 | 001961 | 001970 | 001987 |
| Einwohner | 13     | 14     | 13     | 11     | 14     | 17     | 14     | 14     | 9      | 8      | 6      |
| Häuser    | 2      | 2      |        |        | 2      | 3      | 2      | 2      | 2      |        | 3      |
| Quelle    | [ 12 ] | [ 13 ] | [ 14 ] | [ 15 ] | [ 16 ] | [ 17 ] | [ 18 ] | [ 19 ] | [ 20 ] | [ 21 ] | [ 1 ]  |

## Religion
Der Ort ist seit der Reformation evangelisch-lutherisch geprägt und bis heute nach St. Johannis (Feuchtwangen) gepfarrt. Die Einwohner römisch-katholischer Konfession sind nach St. Ulrich und Afra (Feuchtwangen) gepfarrt.